# Amir Richardson
Amir Richardson, född 24 januari 2002 i Nice, Frankrike, är en marockansk fotbollsspelare.

## Karriär
Amir Richardson inledde sin seniorkarriär i Le Havre AC år 2021. 2023 flyttade han till Stade de Reims, och 2024 kontrakterades han av ACF Fiorentina. Han ingick i det marockanska laget som vid olympiska sommarspelen 2024 i Paris tog brons efter att Marocko besegrat Egypten i bronsmatchen.